# Indre Østfold
Indre Østfold est une municipalité du comté d'Østfold en Norvège.

## Géographie
La région est vallonnée et le point culminant est le Viktjernhøgda avec une hauteur de 331 m. Au nord d'Indre Østfold se trouve la partie sud du lac Øyeren, d'où émerge le plus long fleuve de Norvège, le Glomma, qui traverse ensuite la municipalité.